# Dieter Rehm
Dieter Rehm (Suiza, 29 de enero de 1974) es un gimnasta artístico suizo, medallista de bronce del mundo en 1999 en la prueba de salto de potro.

## Carrera deportiva
En el Mundial de Tianjin 1999 consigue la medalla de bronce en salto de potro, quedando situado en el podio tras el chino Li Xiaopeng (oro) y el letón Jevgēņijs Saproņenko (plata).